# Ornacieux-Balbins
Ornacieux-Balbins es una comuna nueva francesa situada en el departamento de Isère, de la región de Auvernia-Ródano-Alpes.

## Historia
Fue creada el 1 de enero de 2019, en aplicación de una resolución del prefecto de Isère de 26 de septiembre de 2018 con la unión de las comunas de Balbins y Ornacieux, pasando a estar el ayuntamiento en la antigua comuna de Ornacieux.

## Demografía
Según los datos aportados en la resolución del prefecto de Isère, la comuna se crea con 881 habitantes.

## Composición
| Comuna fusionada | Código INSEE | Población (2016) | Superficie (km²) | Densidad (hab./km²) |
| ---------------- | ------------ | ---------------- | ---------------- | ------------------- |
| Balbins          | 38025        | 438              | 7.26             | 60                  |
| Ornacieux        | 38284        | 410              | 4.89             | 84                  |